# 帕奇加奥恩
帕奇加奥恩（Pachgaon），是印度马哈拉施特拉邦Kolhapur县的一个城镇。总人口11913（2001年）。

## 人口
该地2001年总人口11913人，其中男性6275人，女性5638人；0—6岁人口1390人，其中男769人，女621人；识字率78.45%，其中男性为82.06%，女性为74.44%。